# St. James (Minnesota)
St. James és una població dels Estats Units a l'estat de Minnesota. Segons el cens del 2000 tenia 4.695 habitants.

## Demografia
Segons el cens del 2000, St. James tenia 4.695 habitants, 1.845 habitatges, i 1.186 famílies. La densitat de població era de 791,6 habitants per km².
Dels 1.845 habitatges en un 32,1% hi vivien nens de menys de 18 anys, en un 51,1% hi vivien parelles casades, en un 9,6% dones solteres, i en un 35,7% no eren unitats familiars. En el 32% dels habitatges hi vivien persones soles el 17,7% de les quals corresponia a persones de 65 anys o més que vivien soles. El nombre mitjà de persones vivint en cada habitatge era de 2,5 i el nombre mitjà de persones que vivien en cada família era de 3,16.
Per edats la població es repartia de la següent manera: un 27,9% tenia menys de 18 anys, un 9,5% entre 18 i 24, un 23,9% entre 25 i 44, un 20% de 45 a 60 i un 18,7% 65 anys o més.
L'edat mediana era de 35 anys. Per cada 100 dones de 18 o més anys hi havia 86,4 homes.
La renda mediana per habitatge era de 33.196 $ i la renda mediana per família de 40.993 $. Els homes tenien una renda mediana de 30.036 $ mentre que les dones 19.391 $. La renda per capita de la població era de 15.336 $. Entorn del 9% de les famílies i el 10,8% de la població estaven per davall del llindar de pobresa.

## Poblacions més properes
El següent diagrama mostra les poblacions més properes.